# 216368 Hypnomys
216368 Hypnomys este o planetă minoră (asteroid) din centura de asteroizi. A fost descoperită pe 14 ianuarie 2008 la Observatorul Astronomic din Mallorca⁠(d) de Observatorul Astronomic din Mallorca⁠(d). 
Obiectul prezintă o orbită caracterizată de o semiaxă mare de 2,9856120788969 UAi, o excentricitate de 0,051505168882215, o înclinație de 2,7927935072998 ° în raport cu ecliptica.